# Parque nacional Moorrinya

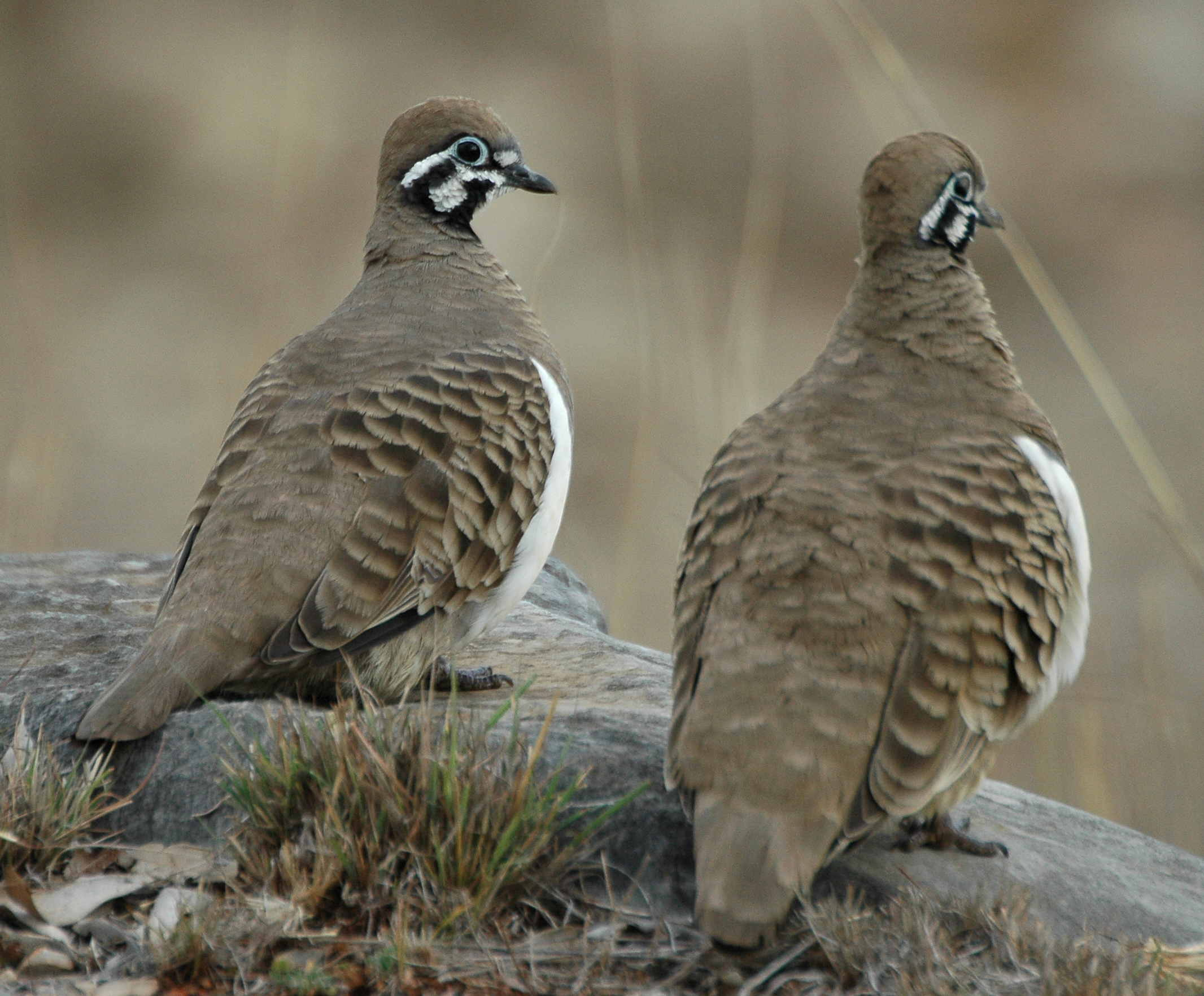
Squatter Pigeon (Geophaps scripta) Cement Mills, Gore, S. Queensland, Australia

Moorrinya es un parque nacional en Queensland (Australia), ubicado a 1061 km al noroeste de Brisbane.

## Datos
- Área: 326,07 km²
- Coordenadas: 21°23′39″S 144°56′26″E / -21.39417, 144.94056
- Fecha de Creación: 1993
- Administración: Servicio para la Vida Salvaje de Queensland
- Categoría IUCN: II

Véase también:
- Zonas protegidas de Queensland

- Datos: Q198185